# 289
| 289                |
| ------------------ |
| Dødsfald - Fødsler |
|                    |

| Gregoriansk kalender | 289 CCLXXXIX            |
| Ab urbe condita      | 1042                    |
| Armensk kalender     | I/T                     |
| Kinesiske kalender   | 2985 – 2986 戊申 – 己酉 |
| Etiopisk kalender    | 281 – 282               |
| Jødisk kalender      | 4049 – 4050             |
| Hindukalendere       |                         |
| - Vikram Samvat      | 344 – 345               |
| - Shaka Samvat       | 211 – 212               |
| - Kali Yuga          | 3390 – 3391             |
| Iransk kalender      | 333 BP – 332 BP         |
| Islamisk kalender    | 343 BH – 342 BH         |

Se også 289 (tal)